# 沈清松
沈清松（1949年—2018年）是一位世界级的台湾哲学家，他的研究领域广泛，尤其专注于中西文化之间的哲学交流。他提出基于"慷慨"、"外推"和"多元他者"的思考，以推动和深化现代性，并试图解决现代性所带来的一些问题。
沈清松于1949年出生在台湾，毕业于辅仁大学，获得哲学学士学位。之后，他在1980年获得了比利时鲁汶大学（UCLouvain）的莫里斯·布隆代尔（Maurice Blondel）和阿尔弗雷德·诺斯·怀特海（Alfred North Whitehead）的哲学博士学位。完成博士学业后，沈清松返回台湾，在国立政治大学担任哲学教授长达二十年之久。他于2000年移居加拿大，担任多伦多大学中国思想与文化讲座教授，并在该校的哲学系和东亚系任教，直至2018年去世。

## 多元他者
沈清松指出：將生命中所遭遇的一切事物，都歸結為「他者」（「不同於我的」），已經經過了一種思想抽象的過程；實際上，在我們的生命中所遇見的其他事物總是各自不同的、「多元的」，而我們也往往須要以不同的方式來回應他們，所以更好的是將他們稱之為「多元他者」。
基於這樣的反省，沈清松進一步將對人類而言相當重要的他者，分為「他人」、「自然」、與「超越界」。
他人在我們的日常生活中，是我們最容易注意到、最容易因之而加強我們的思考的他者。每當發覺有他人的想法、做法與自己「不同」時，總是迫使我們再度去思考，以確認或更改、拓寬或維持自己的思想。
大自然也是人的重要他者。人類的生命、生活、與文明，都完全建造在大自然的基礎上。隨著科技的進步，自然界對我們的重要性也顯得更清楚了：如果我們不能尊重自然界消化與循環的能力，而要進行超出限度的開發和堆積廢棄物；那麼大自然也不會為人類留下容身之地。
超越界指的是「終極實在」，是人一切行為和想法最終的依據。對宗教的信徒而言，超越界自然是他宗教信仰上的對象。而對不信者或對宗教存疑者而言，超越界至少是整個宇宙的來源，或是宇宙本身。總之，不論對信者或是不信者而言，超越宇宙的來源或是宇宙本身，給了人類一個更大的背景視域，讓他能夠重新理解、更新或堅定自己此時此地的生命與信念。